# Sheynnis Palacios
Sheynnis Alondra Palacios Cornejo (Manágua, 30 de maio de 2000), é uma modelo nicaraguense que foi coroada como Miss Universo 2023. Palacios tornou-se a primeira representante da Nicarágua a ganhar o Miss Universo e a única de seu país a vencer um dos cinco grandes concursos de beleza internacionais.
Antes, ela já havia participado do Miss Mundo 2021, posicionando-se entre as 40 semifinalistas.

## Biografia
Palacios nasceu em 30 de maio de 2000 em Manágua. Ela se formou na Universidade Centro-Americana (UCA), com bacharelado em Comunicação. 

## Concurso de beleza
Miss Teen Universe 2017

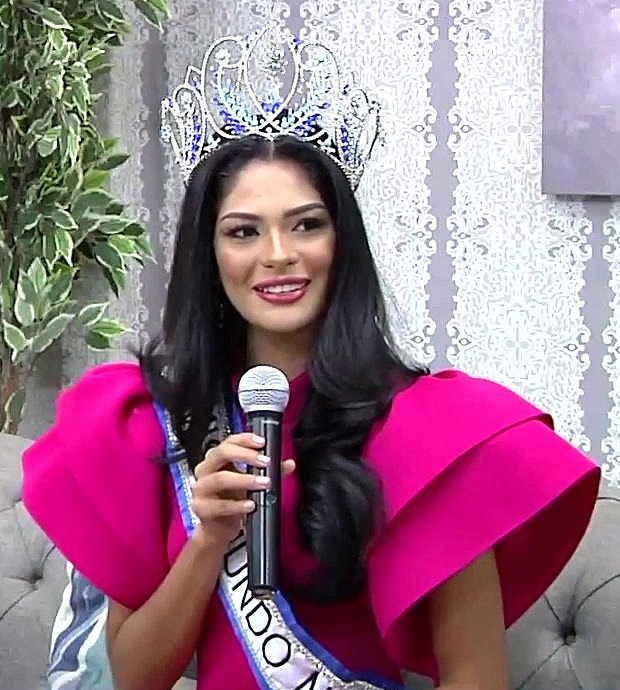
Palacios concedendo entrevista após vencer o Miss Mundo Nicarágua (2020)

Palacios começou sua jornada nos concursos de beleza em 2016, quando ganhou o Miss Teen Nicarágua 2016. Durante o Miss Teen Universe 2017, realizado em Managua, ela terminou a competição em 6° lugar.

Miss Mundo Nicarágua 2020
Em 15 de fevereiro de 2020, Palacios representou Manágua no Miss Mundo Nicaragua 2020 no Holiday Inn and Convention Center, onde conquistou o título e foi coroada pela Miss Mundo Nicarágua 2019, María Teresa Cortez.

Miss Mundo 2021-2022
Palacios representou a Nicarágua no Miss Mundo 2021 e competiu contra 96 outras candidatas em San Juan, Porto Rico. A noite da final estava marcada para 16 de dezembro de 2021, mas durante o confinamento do certame, algumas candidatas testaram positivo para a Covid-19. O concurso foi suspenso e sua final foi adiada para março de 2022.
Em 16 de março de 2022, no Cola-Cola Music Hall, San Juan, Porto Rico, Palacios se classificou como uma das 40 semifinalistas. O certamente foi vencido por Karolina Bielawska, da Polônia.

Miss Nicarágua 2023
Em 5 de agosto de 2023, Palacios representou Diriamba no Miss Nicarágua 2023, competiu contra outras nove finalistas no Crowne Plaza Managua em Manágua, onde conquistou o título que pertencia a Norma Huembes, Miss Nicarágua 2022. Ganhando o direito de representar seu país na etapa internacional: o Miss Universo.

Miss Universo 2023
Em 18 de novembro de 2023, ela competiu pelo título de Miss Universo 2023 contra outras 83 candidatas no Ginásio Nacional José Adolfo Pineda em San Salvador, El Salvador. Sheynnis ganhou a competição e foi coroada pela estadunidense R'Bonney Gabriel, Miss Universo 2022. 
Na qualidade de Miss Universo, ela visitou o Brasil em duas ocasiões, a primeira em fevereiro de 2024, quando foi convidada a comparecer em um evento oficial da Pandora. A segunda vez, em setembro para participar do Miss Universo Brasil 2024.
Além disso, durante seu reinado, Palacios viajou por mais de 30 países, sendo alguns deles:  El Salvador, Estados Unidos, Indonésia, Catar, México, Costa Rica, Tailândia, Laos, Camboja, China, Filipinas, Índia, Albânia, França, Grécia, Mónaco, Colômbia, Bolívia, Equador, Porto Rico, República Dominicana, Guatemala, Ilhas Turcas e Caicos, Jamaica, Panamá, Peru, Quénia e Zimbabwe.
Em 16 de novembro de 2024, na Arena CDMX, Cidade do México, ela encerrou seu reinado coroando Victoria Kjær Theilvig da Dinamarca como Miss Universo 2024.

## Controvérsias
Em 19 de julho de 1979, na Nicarágua, ocorreu a Revolução Sandinista, derrubando o ditador Anastasio Somoza (cuja família governou o país de forma dinástica por 45 anos). A partir desse momento, a Nicarágua foi governada por uma junta liderada por Daniel Ortega. Em 1984, ele se tornou o presidente do país, mas em 1990 foi derrotado nas eleições por Violeta Chamorro, líder da oposição. Nas duas eleições seguintes, Ortega tentou voltar ao poder, porém não obteve sucesso, até que em 2006 ele venceu as eleições (com cerca de 38% dos votos), reassumindo a presidência em 2007.
Desde então, ele foi reeleito por três vezes consecutivas, consolidando seu domínio e de sua família em cargos públicos, em eleições cujos resultados foram contestados pela oposição. Políticos, jornalistas, artistas, líderes religiosos católicos e cidadãos que se mostram contra o governo de Ortega, são perseguidos, presos ou exilados.
A vitória de Palacios no Miss Universo 2023 gerou alegria entre seus compatriotas, mas também desencadeou reações sociopolíticas em seu país natal, uma das quais se originou devido às imagens postadas por Sheynnis no seu Instagram durante sua participação nos Protestos na Nicarágua em 2018, contra o regime ditatorial de Daniel Ortega.
Inicialmente, o governo Ortega expressou "legítima alegria e orgulho" após a vitória da modelo no Miss Universo, mas depois impediu dois artistas de concluir um mural dedicado a Palacios na cidade de Estelí. Ambos foram presos e posteriormente, em setembro de 2024, extraditados para a Guatemala.
A conquista do Miss Universo também foi comemorada por membros da oposição nicaraguense, levando Rosario Murillo (atual vice-presidente e primeira-dama da Nicarágua), a denunciar a celebração como "comentários terroristas malignos que fazem uma tentativa desajeitada e insultuosa de transformar o que deveria ser um belo e merecido momento de orgulho em um golpe de estado destrutivo".
Dias após a vitória, Karen Celebertti (então proprietária da franquia Miss Nicarágua), teve que se exilar no México, pois sua entrada foi negada no seu país natal. Isso ocorreu porque a polícia nicaraguense acusou a empresária de fraudar deliberadamente seus concursos de beleza, para beneficiar candidatas que eram abertamente contra a ditadura de Ortega. Os militares também alegaram que isso poderia ser algo como parte de um plano de golpe. Posteriormente, Celebertti foi forçada a retirar-se da indústria de concursos de beleza nicaraguense. Em 13 de fevereiro de 2024, Celebertti foi anunciado como a nova diretora de Desenvolvimento de Talentos da Organização do Miss Universo.
Em maio de 2024, Anne Jakrajutatip (co-proprietária da franquia Miss Universo), expressou seu apoio a Palacios e sua família, que foram exilados de seu país de origem, chamando a situação de "algo indefinido" devido às intenções da ditadura nicaraguense, bem como ao "retorno impossível" a Nicarágua.

## Vida pessoal
Em setembro de 2024, ela confirmou que está em um relacionamento com Carlos Gómez, conhecido como El Cañón, um ex-jogador venezuelano da Major League Baseball (MLB).
Em 15 de março de 2025, Palacios revelou que a Organização Miss Universo decidiu presenteá-la com a versão original da coroa usada durante seu reinado, como uma homenagem ao seu desempenho de sucesso como Miss Universo. A coroa intitulada de "Force for Good" (Força para o Bem), tem um valor avaliado em US$ 5,75 milhões de dólares.